# Sam Rolfe
Sam Rolfe (* 18. Februar 1924 in New York; † 10. Juli 1993 in Los Angeles, Kalifornien) war ein US-amerikanischer Drehbuchautor und Filmproduzent, der je ein Mal für den Oscar für das beste Originaldrehbuch, einen Emmy für herausragende Verdienste im Unterhaltungsprogramm sowie den Edgar Allan Poe Award nominiert war. Darüber hinaus stammte von ihm die Idee für die Fernsehserie Solo für O.N.C.E.L..

## Leben
Rolfe begann seine Laufbahn als Drehbuchautor in der Filmwirtschaft Hollywoods Mitte der 1950er Jahre und wurde gleich für sein Erstlingswerk für den Oscar für das beste Originaldrehbuch nominiert, und zwar bei der Oscarverleihung 1954 gemeinsam mit Harold Jack Bloom für den Western Nackte Gewalt (The Naked Spur, 1953) von Anthony Mann mit James Stewart, Janet Leigh und Robert Ryan in den Hauptrollen.
Neben seiner Tätigkeit als Drehbuchautor begann er einige Jahre später auch als Produzent und lieferte auch die Ideen für Filmen und Fernsehserien wie die Westernserie Have Gun – Will Travel (1957–1963) sowie Solo für O.N.C.E.L. (The Man from U.N.C.L.E., 1964–1968). Für die von der NBC produzierte Serie Solo für O.N.C.E.L. wurde er 1965 für den Emmy für herausragende Verdienste im Unterhaltungsprogramm nominiert. Allerdings wurden nicht alle seine Programmideen verwirklicht wie zum Beispiel sein Vorhaben der Abenteuerserie Hurricane Island (1961) oder der Westernserie The Long Hunt of April Savage (1966).
Rolfe, der auch Liedtexter war, wurde 1982 für den Edgar Allan Poe Award für den besten Fernsehfilm nominiert für Killjoy (1981) von John Llewellyn Moxey mit Kim Basinger, Robert Culp und Stephen Macht.

## Filmografie (Auswahl)
- 1953: Nackte Gewalt (The Naked Spur)
- 1957–1963: Have Gun – Will Travel (Fernsehserie)
- 1964–1968: Solo für O.N.C.E.L. (The Man from U.N.C.L.E., Fernsehserie)
- 1966–1967: The Girl from U.N.C.L.E. (Fernsehserie)
- 1976–1977: Delvecchio (Fernsehserie)
- 1981: Killjoy – Mörderische Begegnung (Killjoy)